# أندر (فارس)
أندِر (بالفارسية: اندر) هي منطقة سكنية في محافظة فارس إيران التابعة لبلدة أشكنان مقاطعة لامرد.

## السكان
تقع هذه القرية في قسم خيركو وحسب احصاءات سنة 2006 كان عدد سكانها 149 نمسة يعيشون في 27 مسكن.